# Wells Fargo Tower
Wells Fargo Tower – wieżowiec położony przy 333 South Grand Avenue w Los Angeles (Kalifornia), wchodzący w skład kompleksu Wells Fargo Center (Los Angeles). Budowla została wzniesiona w latach 1980–1982, ma wysokość 220,4 m i posiada 52 piętra. Budynek jest siódmym co do wysokości biurowcem w Los Angeles. Wieżowiec znajduje się na wzniesieniu Bunker Hill, licząc wysokość budynku wraz ze wzgórzem jest to trzeci pod względem wysokości obiekt w mieście. Wells Fargo Tower zajmuje także 92 na liście najwyższych budynków w Stanach Zjednoczonych.